# Château de Lucinière
Le château de Lucinière est un château privé situé sur la commune de Joué-sur-Erdre en Loire-Atlantique. Sa construction s'étend du XVIIe siècle au XVIIIe siècle et au XIXe siècle. Le château a abrité un élevage de pur sang au XIXe siècle.

## Histoire
À l'origine, il s'agissait d'un château-fort.
En 1485, le château est vendu par la famille de Montfort-Laval à Pierre Landais. Le nom de la seigneurie était alors « Roche-en-Nort ». Elle était alors sous la dépendance d'une autre seigneurie, celle de « La Roche-Bernard ».
Le 13 août 1487, après l'échec du siège de Nantes (du 19 juin au 6 août 1487) tenu par le duc de Bretagne, le roi Charles VIII et Anne de Beaujeu campent avec leurs troupes aux alentours du château de Lucinière, dans la paroisse de Joué.
Le château passe ensuite successivement au neveu de Landais, le cardinal Robert Guibé, puis au neveu de ce dernier, François Hamon, évêque de Nantes.
Les fortifications entourant le château ont été démolies en 1589. Le Conseil de la Ligue avait décidé la démolition du château, mais la famille Cornulier eut recours à la duchesse de Mercœur et obtint l'annulation de la décision. Le château subit alors trois modifications de 1681 à 1682. Le château renaissance, encadré de tour, est ainsi augmenté par un corps de logis central et un fronton regardant vers l'Erdre. À la même période, André Le Nôtre, jardinier du parc royal de Versailles, vint tracer les avenues.
Julien-René-Benjamin de Gennes avait fait passer dans toute sa famille son enthousiasme pour les convulsionnaires; sous sa sœur, Anne-Marie de Gennes, comtesse de la Roche-en-Nort, le Château de Lucinière était devenu une espèce de succursale de Port-Royal des Champs, et servait d'asile aux jansénistes persécutés. Presque tous appartenaient au couvent des Bénédictins des Blancs-Manteaux de Paris; c'étaient, pour la plupart, des hommes d'un rare mérite. 
À la fin du XVIIIe siècle le château est pillé et incendié. Il ne reste de l'ancienne demeure que trois tourelles faisant partie de l'actuel château et une petite chapelle qui renferme quelques tombeaux de famille.

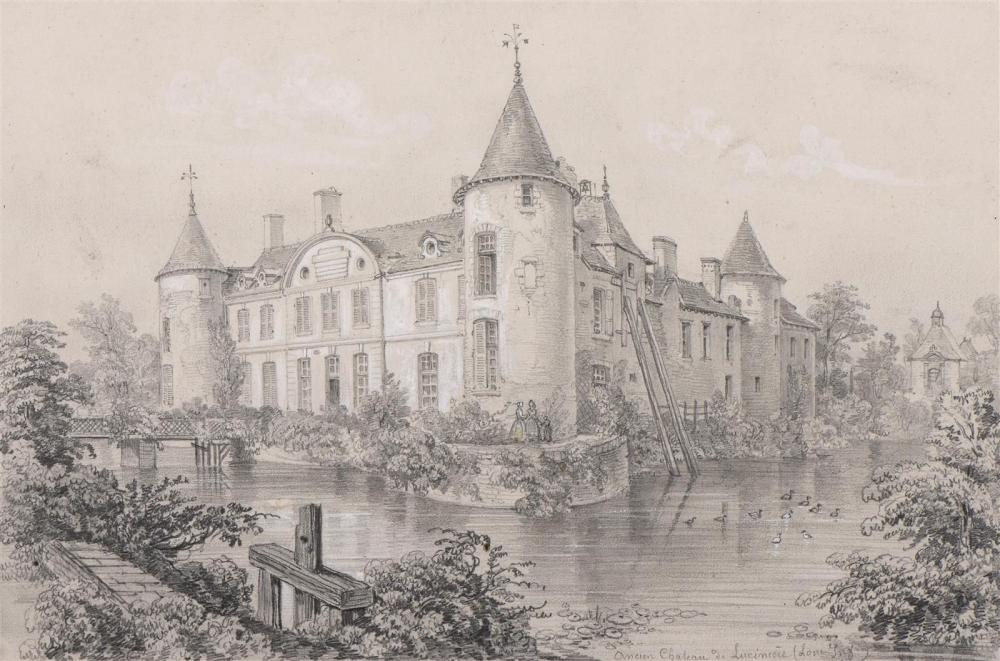
Vue sud-ouest du château, représentée par Félix Benoist.
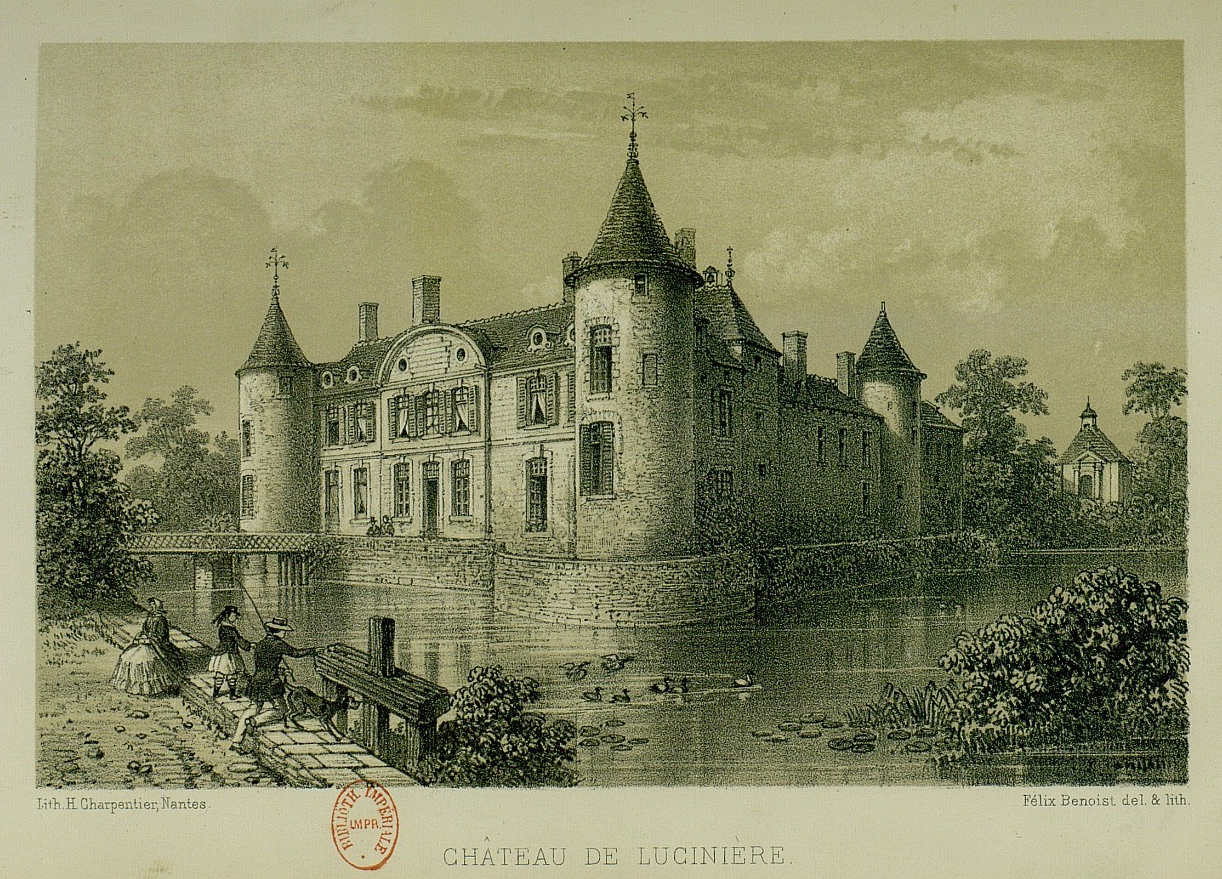
Vue sud-ouest du château, représentée par Félix Benoist.

Adolphe Le Gualès de Mézaubran, est venu à Lucinière par mariage en 1884, avec Marie-Thérèse de Cornulier (1865-1903).
Durant l'Occupation, le comte et la comtesse Le Gualès de Mézaubran, propriétaires du château de Lucinière, protègent plusieurs familles juives, dont plusieurs enfants (les familles Cheffro, Flash et Popoïk ainsi que  Madame Jankléwicz et Charles Altman). Ils ont reçu le 10 octobre 1999 la Médaille des Justes, décernée par Yad Vashem.

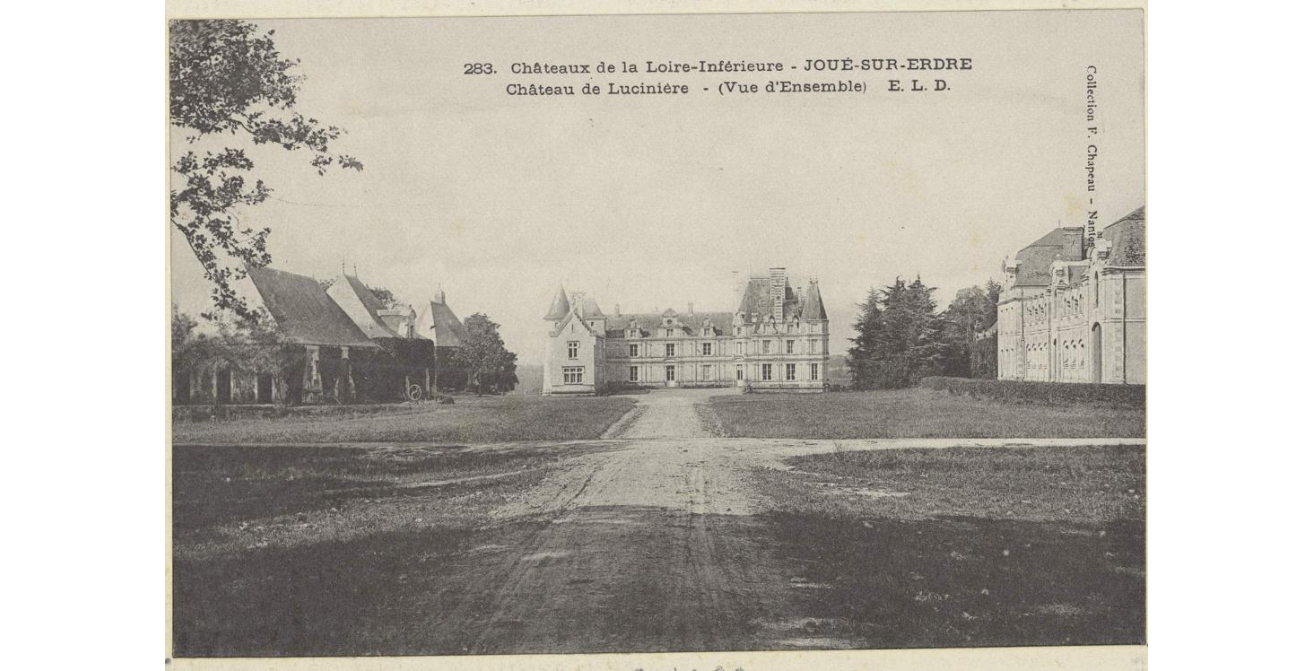
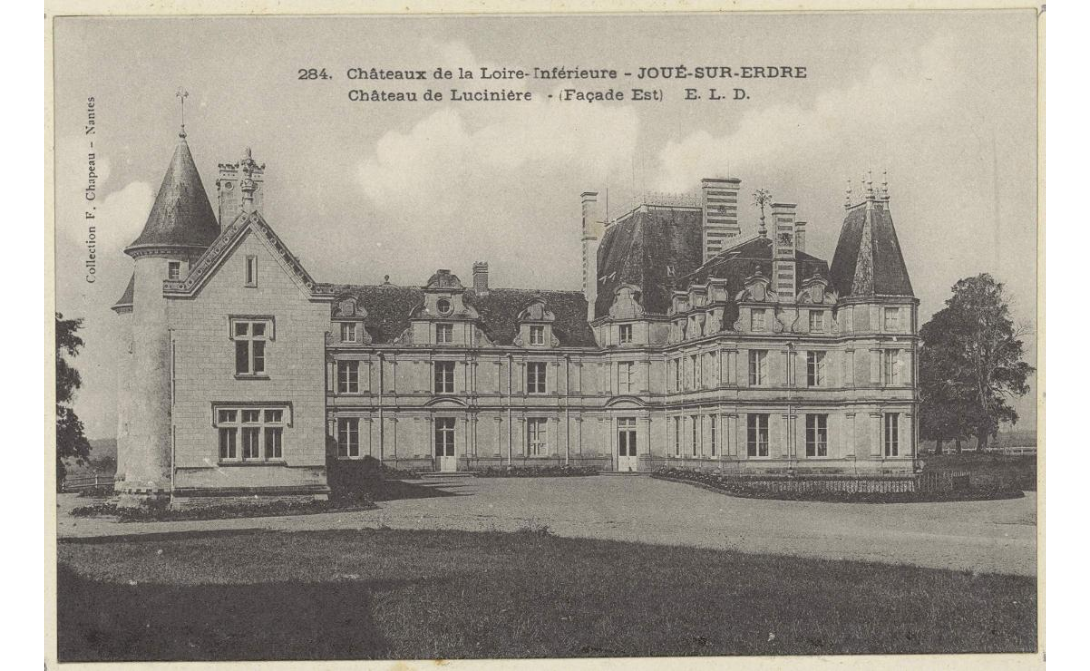
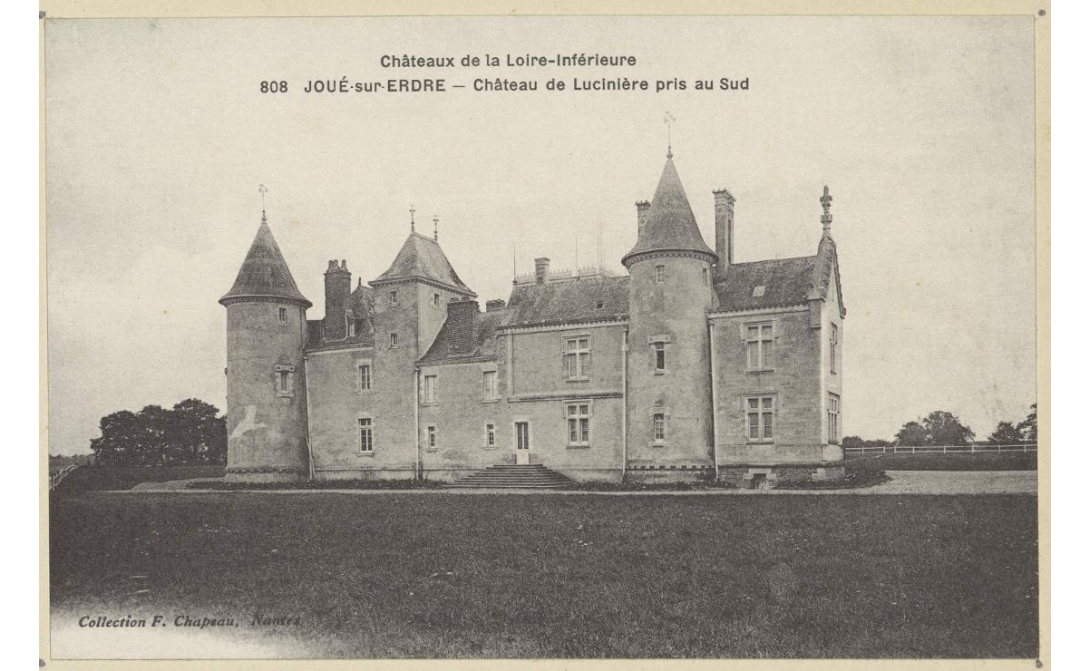
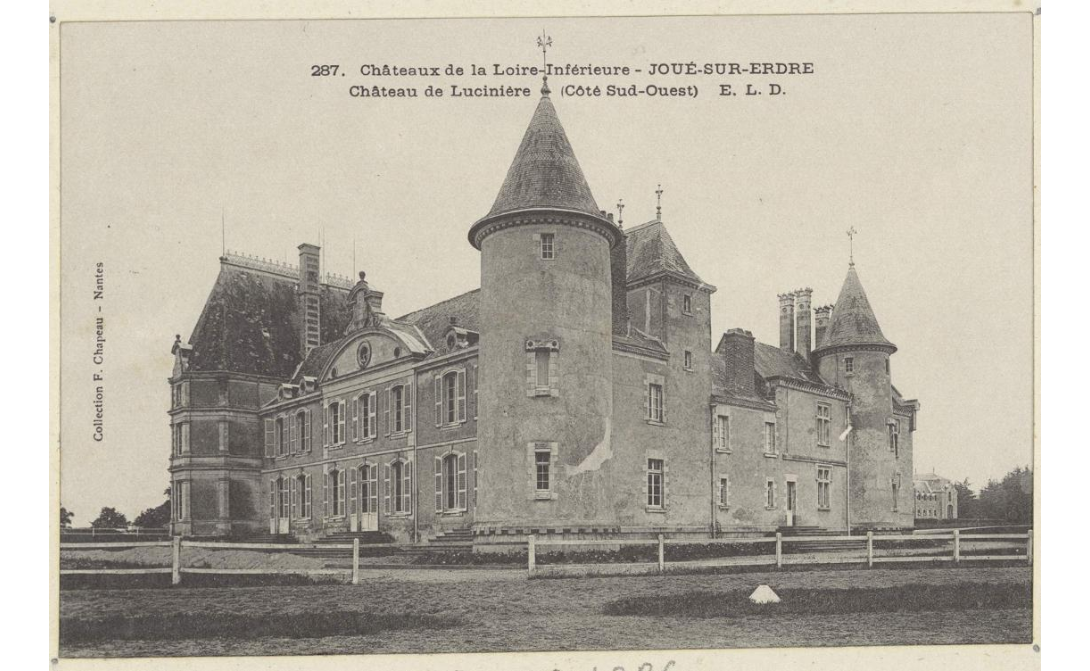
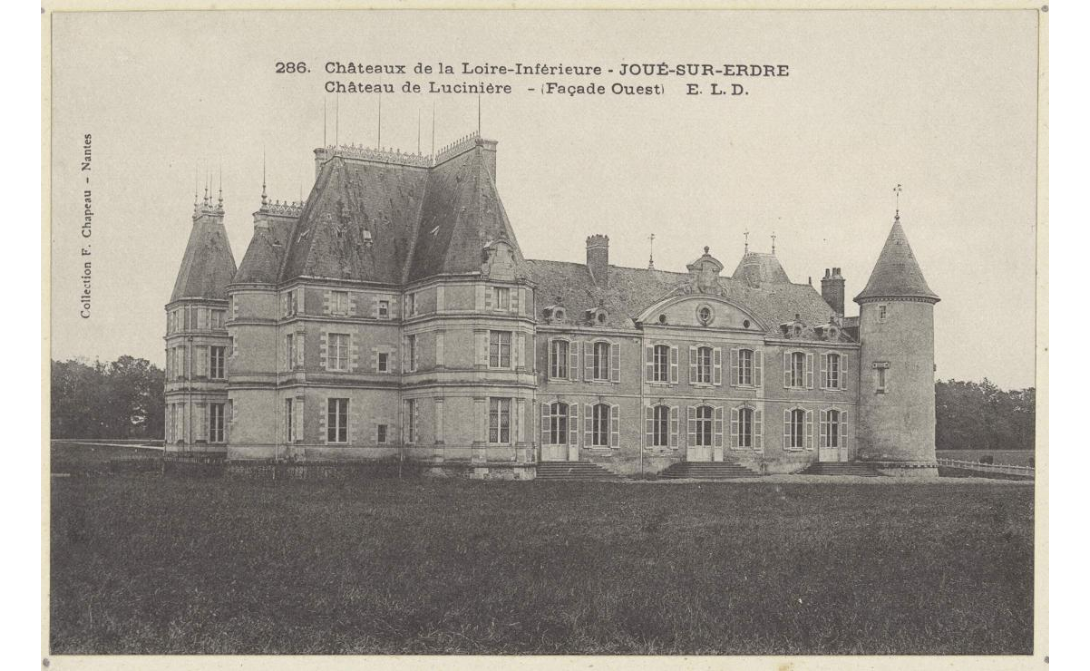

## Protection
La chapelle du château, l'orangerie, la salle à manger et son décor en boiserie font l'objet d'une inscription au titre des monuments historiques depuis le 9 décembre 1985.

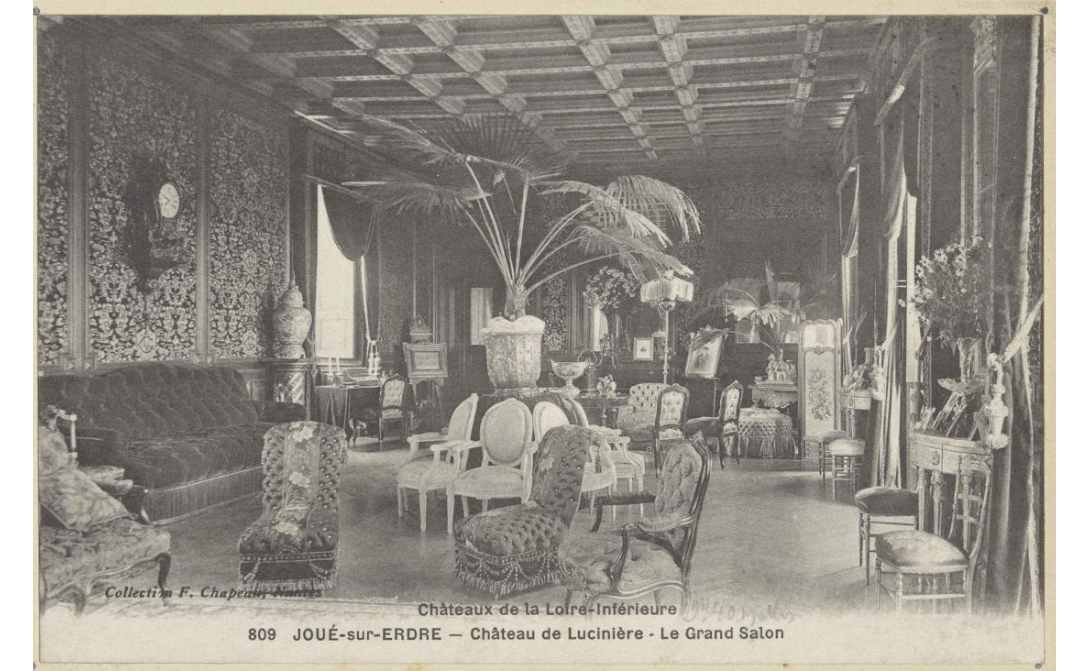
Le grand salon.
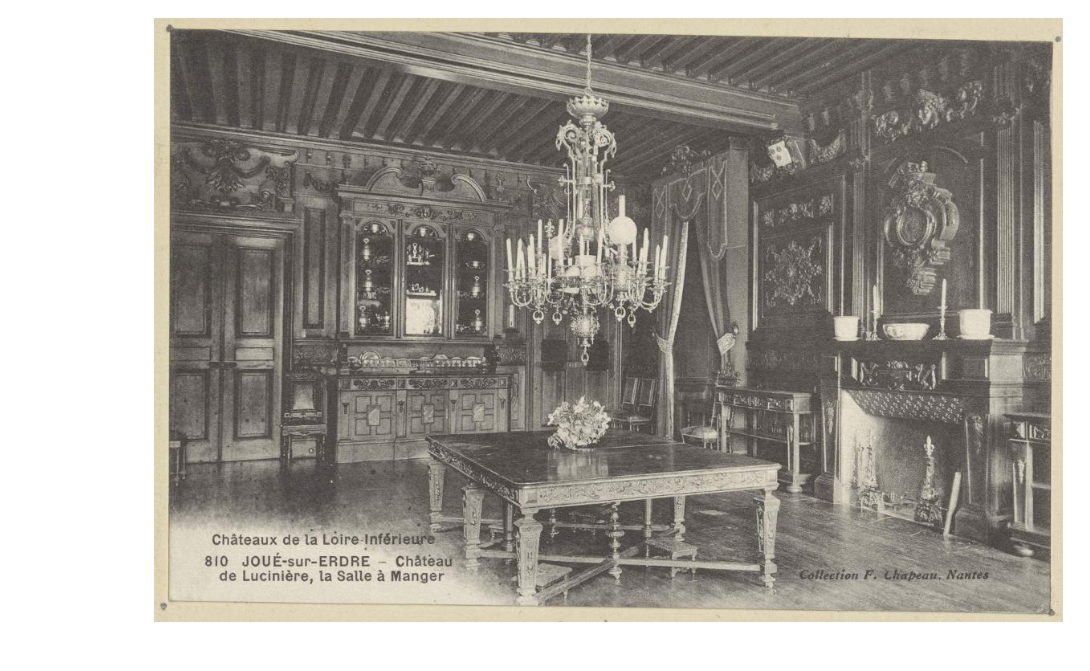
La salle à manger.

## Sources

## Compléments